# Giffoni Sei Casali
Giffoni Sei Casali är en ort och kommun i provinsen Salerno i regionen Kampanien i Italien. Kommunen hade 5 139 invånare (2017).